# Franco-Newfoundlanders
Franco-Newfoundlanders (Frans: Franco-Terreneuviens, Engels: Franco-Newfoundlanders of Franco-Terreneuvians) zijn inwoners van de Canadese provincie Newfoundland en Labrador die Franstalig en/of Frans-Canadees zijn. Met zo'n 3000 moedertaalsprekers vormen de Franco-Newfoundlanders een erg kleine minderheid in de provincie. Ze verenigen zich via de Fédération des Francophones de Terre-Neuve et du Labrador.
De Franco-Newfoundlandse gemeenschap wordt vooral geassocieerd met Port au Port, een schiereiland in het westen van Newfoundland (Frans: Terre-Neuve). Dit gebied was het enige tweetalige district in de provincie (tot de afschaffing van dat federale concept in 1988). Er zijn daarnaast echter nog andere Franstalige gemeenschappen in de provincie, voornamelijk in de grote kernen St. John's, Labrador West en Happy Valley-Goose Bay.
De Franstalige cultuur en identiteit van de provincie komen voort uit een unieke mix tussen invloeden en immigranten uit Quebec, Acadië, Saint-Pierre en Miquelon, Bretagne en het Baskenland die meestal reiken tot ver voor de toetreding tot de Canadese Confederatie in 1949. Veel unieke aspecten van de gemeenschap zijn echter sterk achteruit gegaan vanwege de integratie van de gemeenschap in de mainstream Frans-Canadese cultuur.

## Geschiedenis
Sinds de vroege 16e eeuw staken Franse vissers jaarlijks de Atlantische Oceaan over om aan seizoensvisserij te doen in de rijke viswateren rond Newfoundland. De Fransen bouwden er, voornamelijk vanaf de 17e eeuw, verschillende nederzettingen. Deze waren vooral gecentreerd aan de oevers van de zuidelijke Placentia Bay en Fortune Bay.
Na de Vrede van Utrecht (1713) moest de Fransen hun nederzettingen verlaten, al verkregen ze wel visserijrechten aan wat vanaf dan bekendstond als de Franse kust van Newfoundland. Dit gebied besloeg de noordkust van het eiland en werd in 1763 verschoven naar de westkust en het Great Northern Peninsula. De visserijrechten golden tot 1904.
De Fransen mochten aan "hun kust" enkel vis verwerken en er verblijven tijdens het visseizoen, maar mochten zich er niet permanent vestigen. Dit gebeurde op sommige plaatsen echter tóch, met name in de regio Port au Port en verder zuidwaarts aan de St. George's Bay (Frans: Baie Saint-George). Het betrof voornamelijk migranten uit Frankrijk en Saint-Pierre en Miquelon, maar ook Franstaligen uit Acadië. Ook indianen van het Mi'kmaq-volk emigreerden vanuit Acadië naar de streek en vestigden zich in de Franstalige gemeenschappen (waarmee ze ook in veel gevallen assimileerden).
Toen in de late 19e en vroege 20e eeuw meer Britse en Ierse migranten naar de westkust kwamen, verborgen velen hun Franstalige identiteit en verengelsten de meesten hun naam. Gekende voorbeelden van zulke verengelste familienamen in de streek zijn Bennett (Benoît), Burshell (Beurgeron), Power (LePours), White (Leblanc), Woods (Dubois) en Young (Lejeune).
Vooral vanaf de 20e eeuw is er ook in Labrador een Franstalige gemeenschap ontstaan. Dit heeft voornamelijk te maken met immigratie vanuit buurgebied Quebec, onder andere naar het mijnbouwgebied Labrador West.
In 2001 veranderde de provincie Newfoundland van naam tot "Newfoundland en Labrador". Soms wordt sindsdien daarom ook gesproken over "Franco-Newfoundlanders and Labradorians" (of in het Frans "Franco-Terreneuviens-et-Labradoriens"), al zijn deze termen niet algemeen ingeburgerd.

## Linguïstiek
Historisch spraken de Franstaligen in de provincie het Newfoundlands-Frans. Dat dialect is ontstaan uit een mix van de dialecten door de verscheidenheid aan Franstalige immigranten in de streek. Het dialect is nu bedreigd doordat de meeste Franstaligen in de provincie nu Acadisch-Frans spreken (onder invloed van de Maritieme Provincies) of Quebecs-Frans, de belangrijkste Franse taalvariëteit in Canada die ook in de zeldzame Franstalige scholen in Newfoundland en Labrador onderwezen wordt.

## Onderwijs
Anno 2019 telde de provincie Newfoundland en Labrador vijf Franstalige scholen, dewelke hieronder opgelijst staan. In datzelfde jaar waren er 73 scholen waar het mogelijk was om een immersieprogramma voor het Frans te volgen.
- Centre éducatif l'Envol (Labrador City)
- École Boréale (Happy Valley-Goose Bay)
- Centre scolaire et communautaire Saint-Anne (Mainland)
- École Notre-Dame du Cap (Cape St. George)
- Centre scolaire et communautaire des Grands-Vents (St. John's)

## Media
De Franstaligen in de provincie consumeren voornamelijk Franstalige media (zoals nieuws, radio en televisie) via bronnen die gebaseerd zijn in Quebec, Nova Scotia en New Brunswick. Er is wel één Franstalige krant die in de provincie (in St. John's) gedrukt wordt, namelijk Le Gaboteur. Daarnaast is er ook één Franstalige lokale radiozender die gevestigd is in Labrador City.

## Demografie

### Taal en etniciteit
Bij de volkstelling van 2011 gaven 3.020 mensen aan het Frans als moedertaal te hebben, ofwel slechts 0,6% van alle inwoners van de provincie. Onder hen hadden 2.480 mensen het Frans als enige moedertaal en 540 mensen het Frans als gedeelde moedertaal.
In 2016 stelde Statistics Canada exact hetzelfde aantal moedertaalsprekers van het Frans vast als vijf jaar eerder, zij het dat het aantal mensen die enkel Frans als moedertaal hadden gedaald was naar 2.350. Bij de volkstelling van 2021 was het aantal moedertaalsprekers van het Frans gestegen naar 3.365 (0,7%), waarvan 2.215 personen het als enige en 1.150 personen als gedeelde moedertaal hadden.
Ondanks de beperkte groep moedertaalsprekers is er wel een aanzienlijke groep Newfoundlanders en Labradorianen die het Frans machtig is. De groep mensen die Frans kon spreken groeide van 23.585 mensen (4,6%) in 2011 naar 25.965 mensen (5,1%) in 2021.
Op het vlak van etniciteit gaven in 2021 in totaal 23.960 inwoners van Newfoundland en Labrador aan dat ze etnisch gezien minstens deels van Franse, Frans-Canadese of Quebecse origine zijn (4,8%).

### Geografische verspreiding

Kaart van Newfoundland en Labrador met aanduiding van de belangrijkste Franstalige plaatsen

Onderstaande tabel geeft het aantal moedertaalsprekers van het Frans, alsook het aantal mensen dat het Frans machtig is, weer per censusdivisie (2021). De censusdivisies 1–9 bevinden zich op Newfoundland (inclusief omliggende eilandjes); de censusdivisies 10 en 11 bevinden zich in Labrador.
| Naam           | Grootste plaats          | Moedertaal (#) | Moedertaal (%) | Kennis (#) | Kennis (%) |
| -------------- | ------------------------ | -------------- | -------------- | ---------- | ---------- |
| Divisie Nr. 1  | St. John's               | 1840           | 0,7%           | 18255      | 6,8%       |
| Divisie Nr. 2  | Marystown                | 35             | 0,2%           | 425        | 2,2%       |
| Divisie Nr. 3  | Channel-Port aux Basques | 25             | 0,2%           | 125        | 0,9%       |
| Divisie Nr. 4  | Stephenville             | 385            | 2,0%           | 1160       | 6,1%       |
| Divisie Nr. 5  | Corner Brook             | 190            | 0,5%           | 1480       | 3,7%       |
| Divisie Nr. 6  | Grand Falls-Windsor      | 175            | 0,5%           | 1645       | 4,5%       |
| Divisie Nr. 7  | Clarenville              | 95             | 0,3%           | 585        | 1,8%       |
| Divisie Nr. 8  | Lewisporte               | 65             | 0,2%           | 325        | 1,0%       |
| Divisie Nr. 9  | St. Anthony              | 20             | 0,1%           | 175        | 1,2%       |
| Divisie Nr. 10 | Happy Valley-Goose Bay   | 460            | 1,9%           | 1875       | 7,8%       |
| Divisie Nr. 11 | Nain                     | 10             | 0,4%           | 15         | 0,6%       |

Procentueel gezien zijn de mensen met het Frans als (al dan niet gedeelde) moedertaal vooral te situeren in Divisie Nr. 4 (West-Newfoundlands gebied waarin onder meer Port au Port ligt) en in Divisie Nr. 10 (Labrador exclusief de Inuitgebieden). Terwijl de groep in West-Newfoundland er historisch gevestigd is, bestaat de groep in Labrador voornamelijk uit Quebecse immigranten.